# ATC G – Urogenitális rendszer és nemi hormonok
Az ATC G – Urogenitális rendszer és nemi hormonok a gyógyszerek anatómiai, gyógyászati és kémiai osztályozási rendszerének (ATC) egyik fő csoportja.
| ATC G   | Urogenitális rendszer és nemi hormonok                             |
| ------- | ------------------------------------------------------------------ |
| ATC G01 | Nőgyógyászatban használt fertőzés elleni szerek és antiszeptikumok |
| ATC G02 | Egyéb nőgyógyászati készítmények                                   |
| ATC G03 | Nemi hormonok és a genitális rendszer modulátorai                  |
| ATC G04 | Urológiai készítmények                                             |